# Gefrorene-Wand-Spitzen
Les Gefrorene-Wand-Spitzen sont une montagne qui s'élève à 3 288 m d'altitude dans les Alpes de Zillertal, dans le land du Tyrol en Autriche.